# Манди
Манди (старое название Мандав Нагар), также известный как Сахор (Тибетск.: Захор) — город и муниципальный совет в округе Манди в индийском штате Химачал-Прадеш. Он находится в 145 км от столицы штата — Шимлы.

## Этимология
По легенде, великий мудрец Мандав молился в этой области, и камни сделались чёрными, из-за силы его покаяния, так город и получил название в честь него — Мандавья Нагари. В Мандави стоит 81 древний шиваистский храм.
Другие авторы считали, что имя Манди просто производное от слова манди, что означает «рынок» на хинди и, возможно, связано с санскритским корнем мандаптика в значении «открытый зал или навес». До середины XX века здесь шёл древний торговый путь, связывавший Яркенд и Ладакх с Хошиарпуром и индийскими равнинами.

## География
Центр города расположен на высоте 750 метров. Он стоит на берегу Биаса, где она сливается с Сукети Кхад.

## История
Округ Манди был сформирован при слиянии двух княжеств Манди и Сукета 15-го апреля 1948, когда был сформирован штат Химачал-Предеш.

## Климат
Климат характеризуется умеренно жарким летом и холодной зимой. С июня по сентябрь включительно под влиянием муссона выпадает основное количество осадков.

## Демография
По переписи 2005 года, в Манди проживало 56 873 человек. Мужчин 53 % и женщин 47 %. Грамотность 84 % (среднее по стране 65,38 %), мужчины грамотны в 86 %,и женщины 82 %. В Манди, 10 % младше 6 лет. В Манди живут Индуисты, Сикхи, Мусульмане, Буддисты и Христиане.

## Манди в цифрах
По переписи населения 2001
Число домовладений- 10 251

Размер домовладений — 4.0

Население -общее — 56 873

Население -городское — 56 873

Население к городскому (%) — 100

Население -сельское — 0

Соотношение полов — 888

Население (0-6 лет) — 7,595

Соотношение полов (0-6 лет) — 874

SC население — 7,820

Соотношение полов (SC) — 914

Пропорции SC (%) — 18.0

ST население — 162

Соотношение полов (ST) — 905

Пропорции ST(%) — 1.0

Грамотных — 50,476

Неграмотных — 6,397

Уровень грамотности (%) — 93.0

## Места поклонения

### Храмы

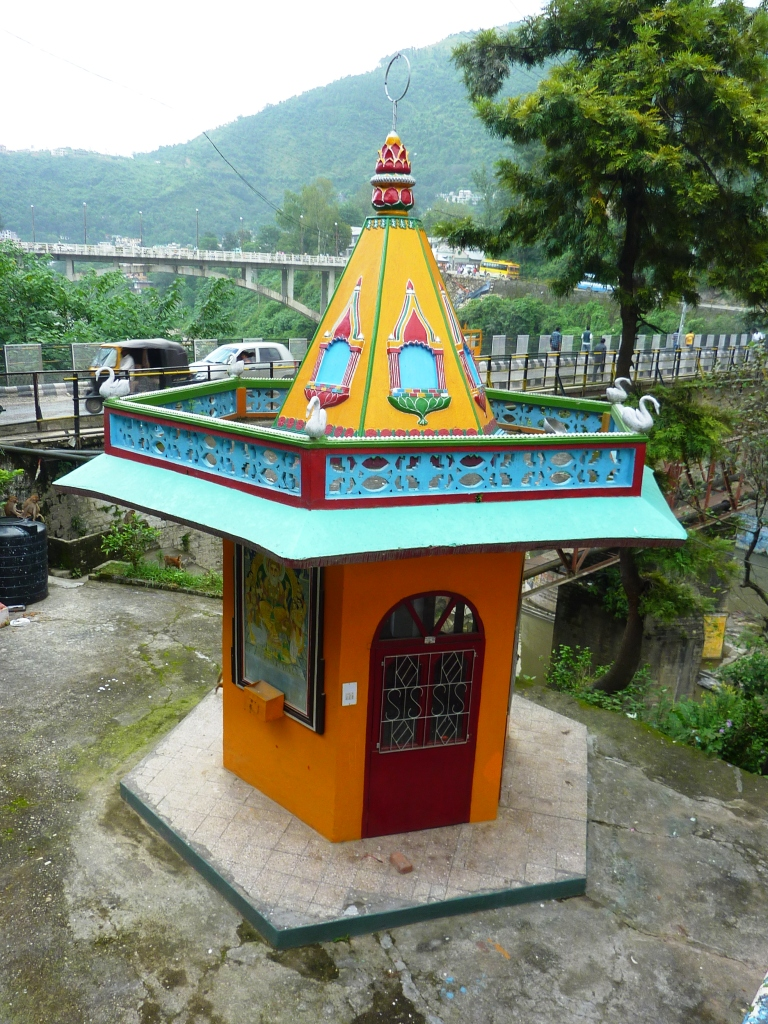
Храм Вишвакармана. Манди, Химачал, Индия

В Манди более 300 старых и новых храмов. Поскольку много храмов расположено у берега реки Биас, Манди также известен как «Чхоти (малый) Каши». Большинство храмов посвящено Шиве и Кали. Также много классических храмов, которые Археологическое управление Индии объявило охраняемыми монументами из-за их исторического значения.
Основными являются:
- Храм Панчвактра, в месте слияния Биаса и Сукети;
- Ардханарешвар, который принадлежит к редкому в Индии типу храмов;
- Трилокинатх на правом берегу реки Биас;
- Храм Мата Куан Рани, храм находящийся в углублении с крышей покрытой сланцем, посвящён «Принцессе благости» и там отмечают день, когда, Мандарава, принцесса Сахора (Манди), стала супругой Падмасамбхавы. Царь рассердился и осудил их гореть семь дней в костре. Когда дым рассеялся, осталось только озеро с лотосом в нём, Ревалсар или Цо Пема (Тибетский: 'Лотосовое озеро')[6].

Флаг княжества Манди

### Гурудвара
В Манди есть и старинная Гурудвара в честь Гуру Гобинд Сингха, 10-го сикхского гуру, который провёл некоторое время в Манди. Правитель и народ Манди приветствовали Гуру и одобряли его борьбу с тираническим могольским императором Аурангзебом; в народе рассказывают, что гуру благословил город. Святилище неофициально называют Гурудвара Паланг Сахаб, так как кровать Гуру 'Паланг' до сих пор хранилась здесь.

## Места представляющие интерес
- Сункен Гарден (Индира Макит)
- Тарна (храм), также называемый храм Шьяма Кали

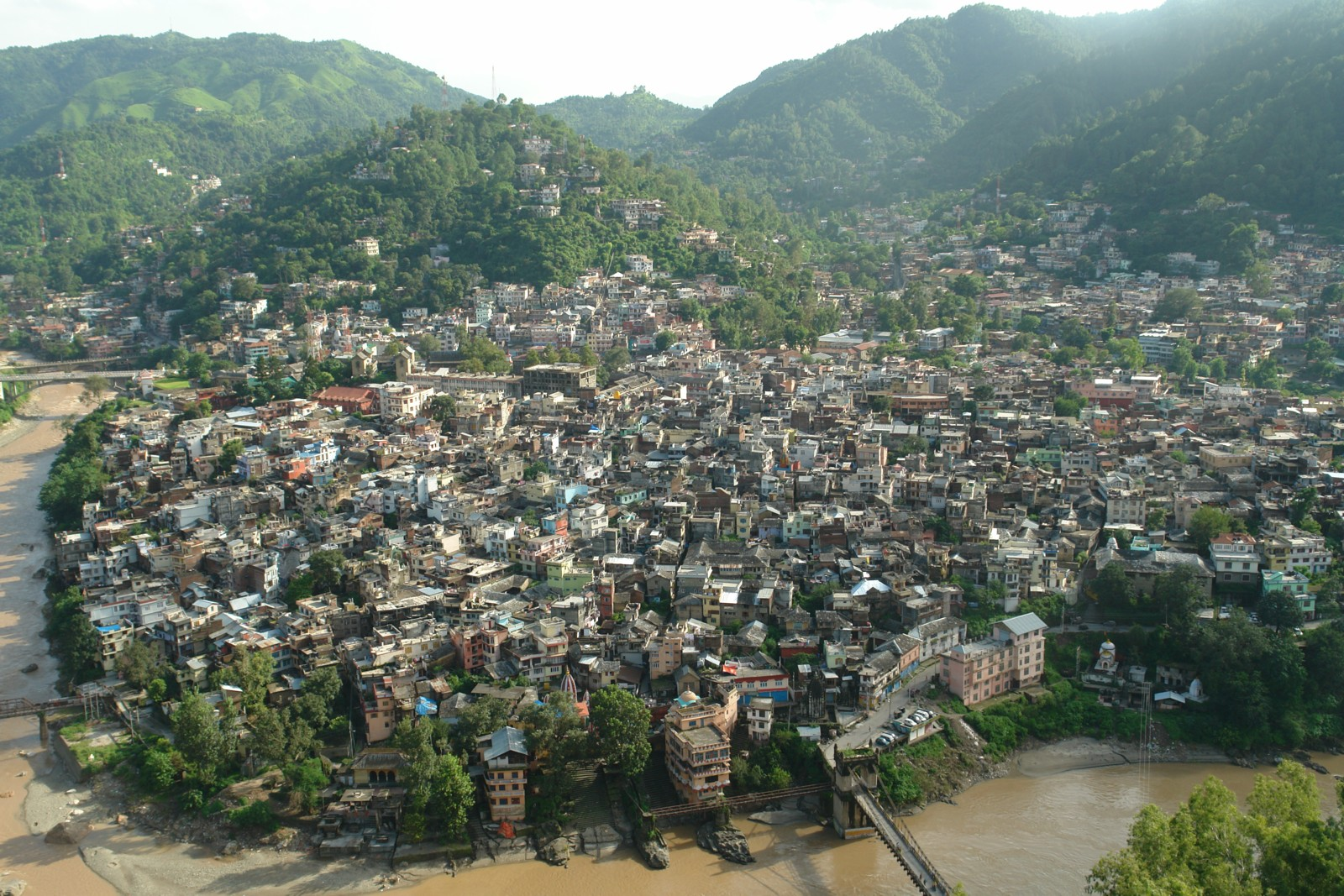
Вид на Манди

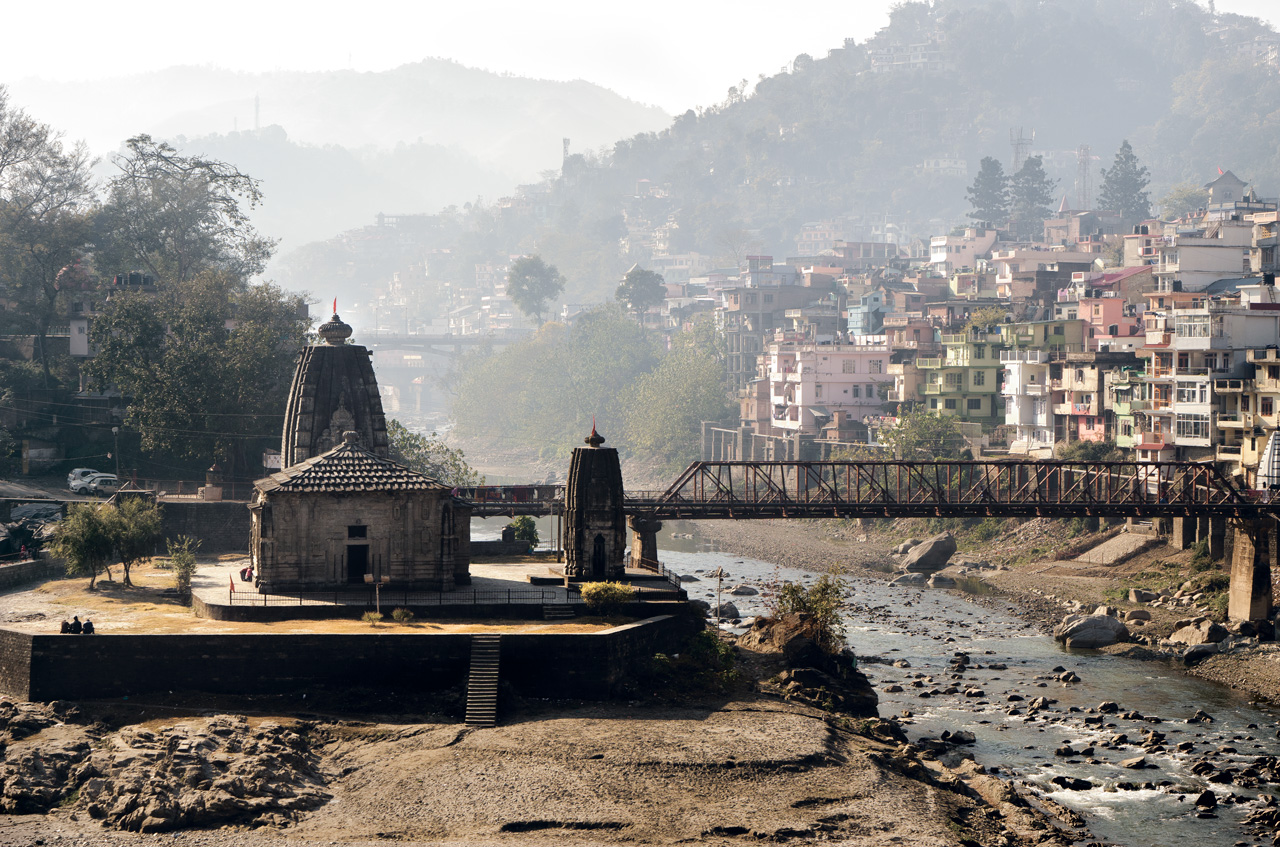
Храм Панчвактра

- Храм Бхима Кали
- Храм Панчвактра
- Кангри Дхар
- Ревалсар (озеро)
- Прашар (озеро)
- Камилах-Форт
- Храм Вишвакармана

## События
Манди также известен проведением Маха-Шиваратри, в марте семь дней празднуют в честь Шивы. Жители города устраивают праздничный марафон.

## Индийский институт технологии, Манди
Индийский институт технологии в Манди, называемый Ай-ай-ти Манди (IIT MANDI) независимый университет, расположенный в этом городе. Это самый молодой из технологических институтов, созданных MHRD, Правительством Индии в 2009. Это единственный технологический институт всеиндийского значения в Гималаях. В институте несколько образовательных программ. Профессор Тимоти Эй. Гонсалвес стал ректором института 15 января 2010 года.

### Gallery

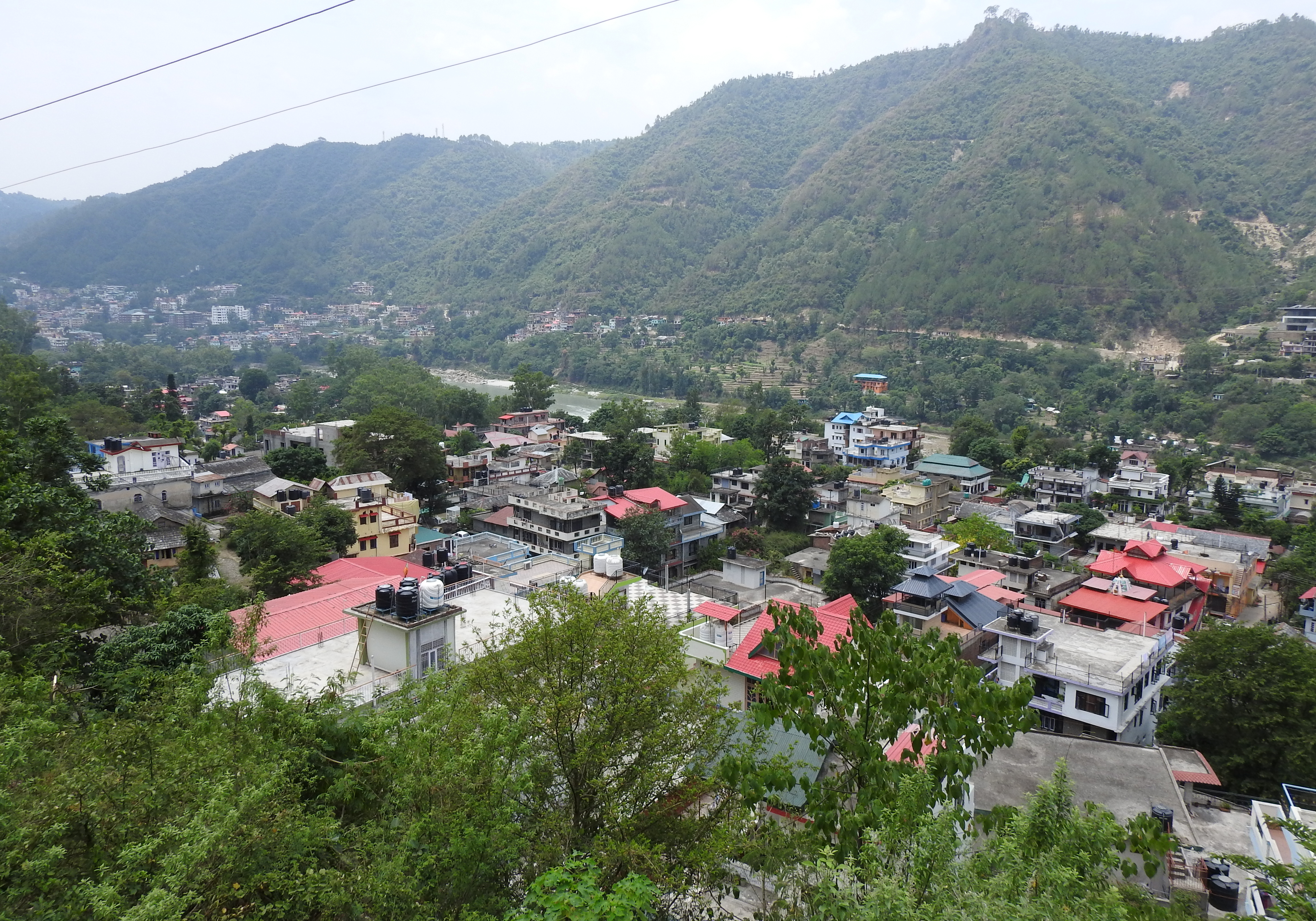
Mandi town
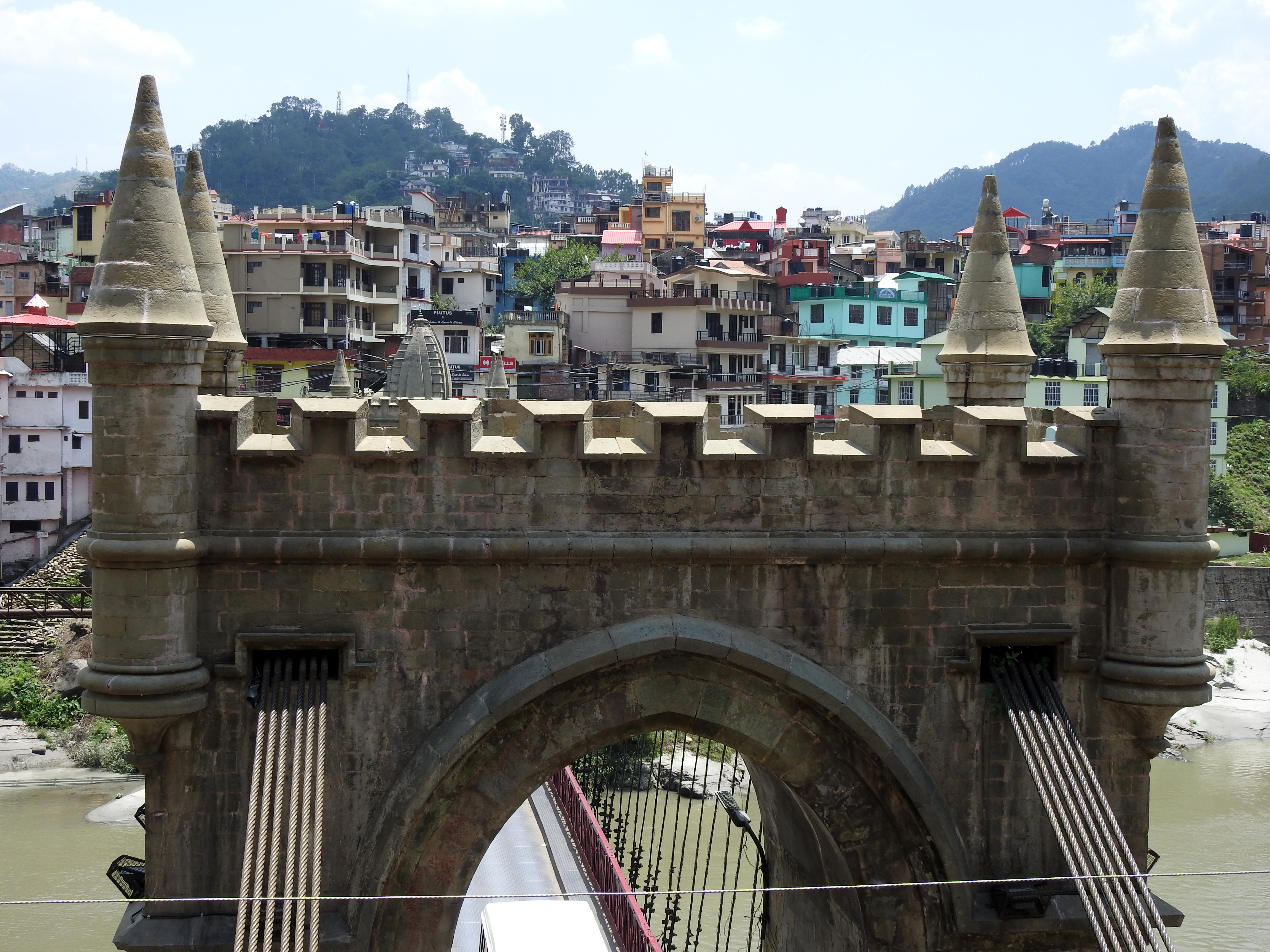
Victoria Bridge ,Mandi closer view
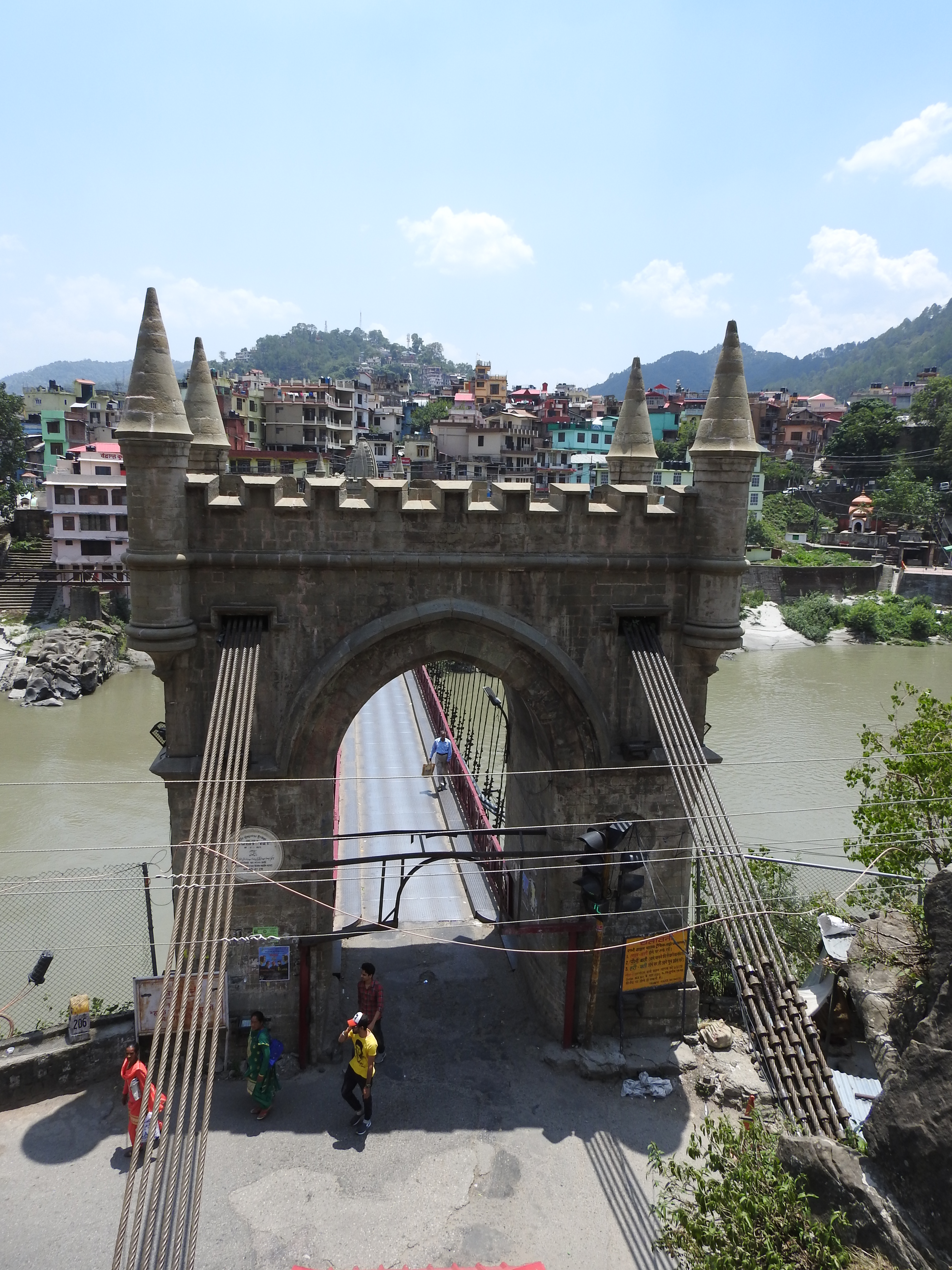
Victoria Bridge ,Mandi full view
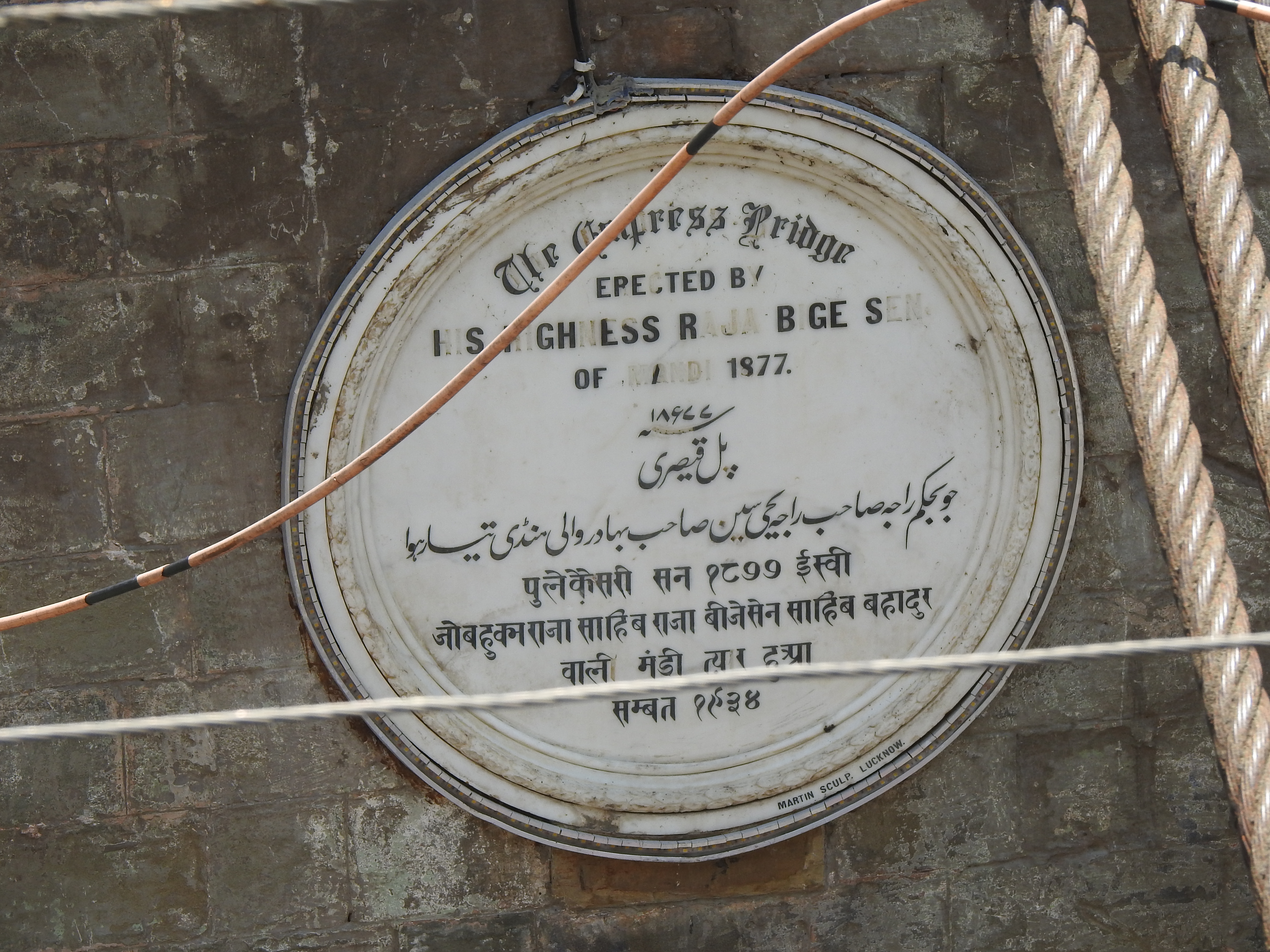
Victoria Bridge ,Mandi ,inscription board
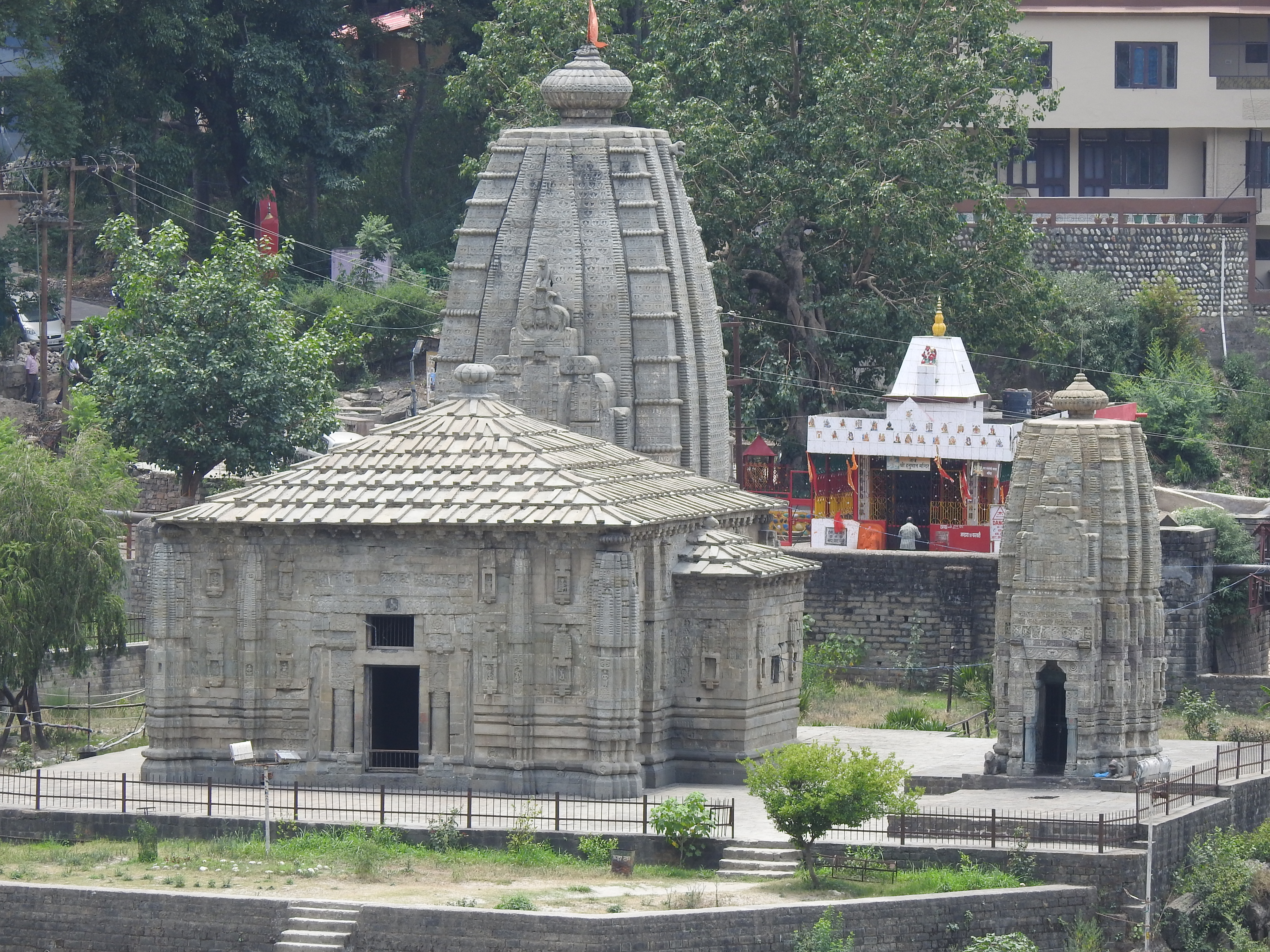
Triloknath Temple
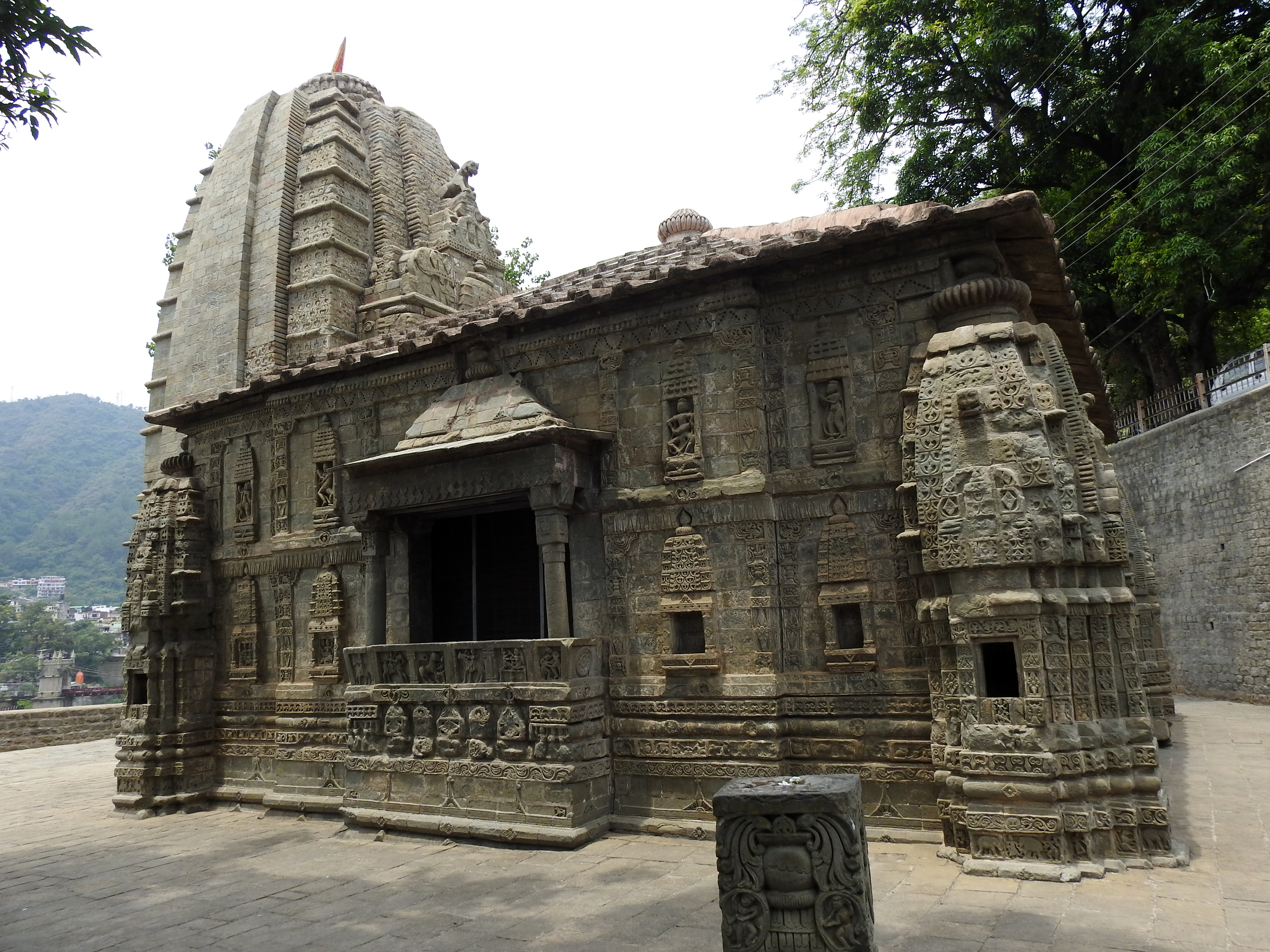
Triloknath Temple
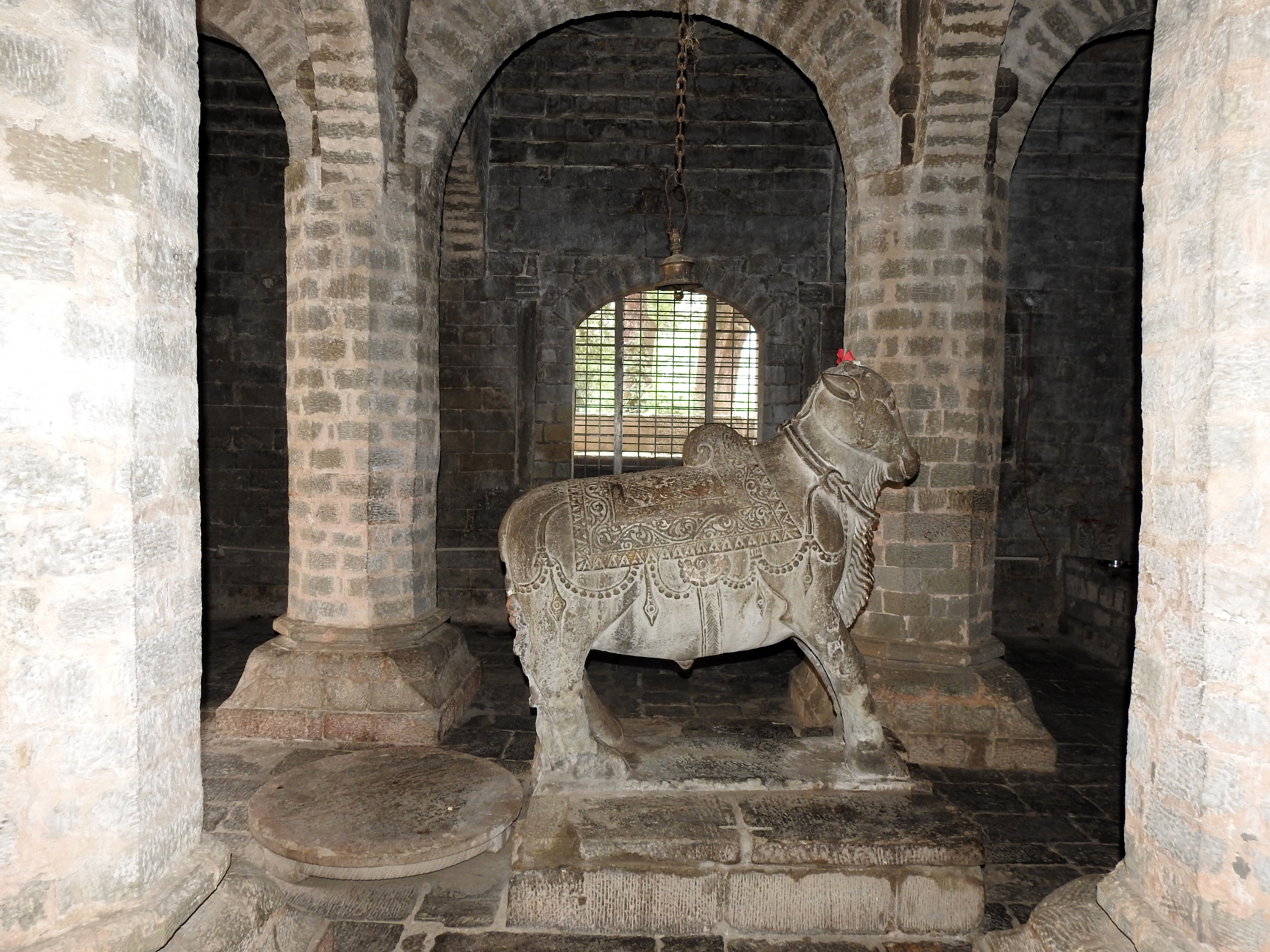
Triloknath Temple -inner view
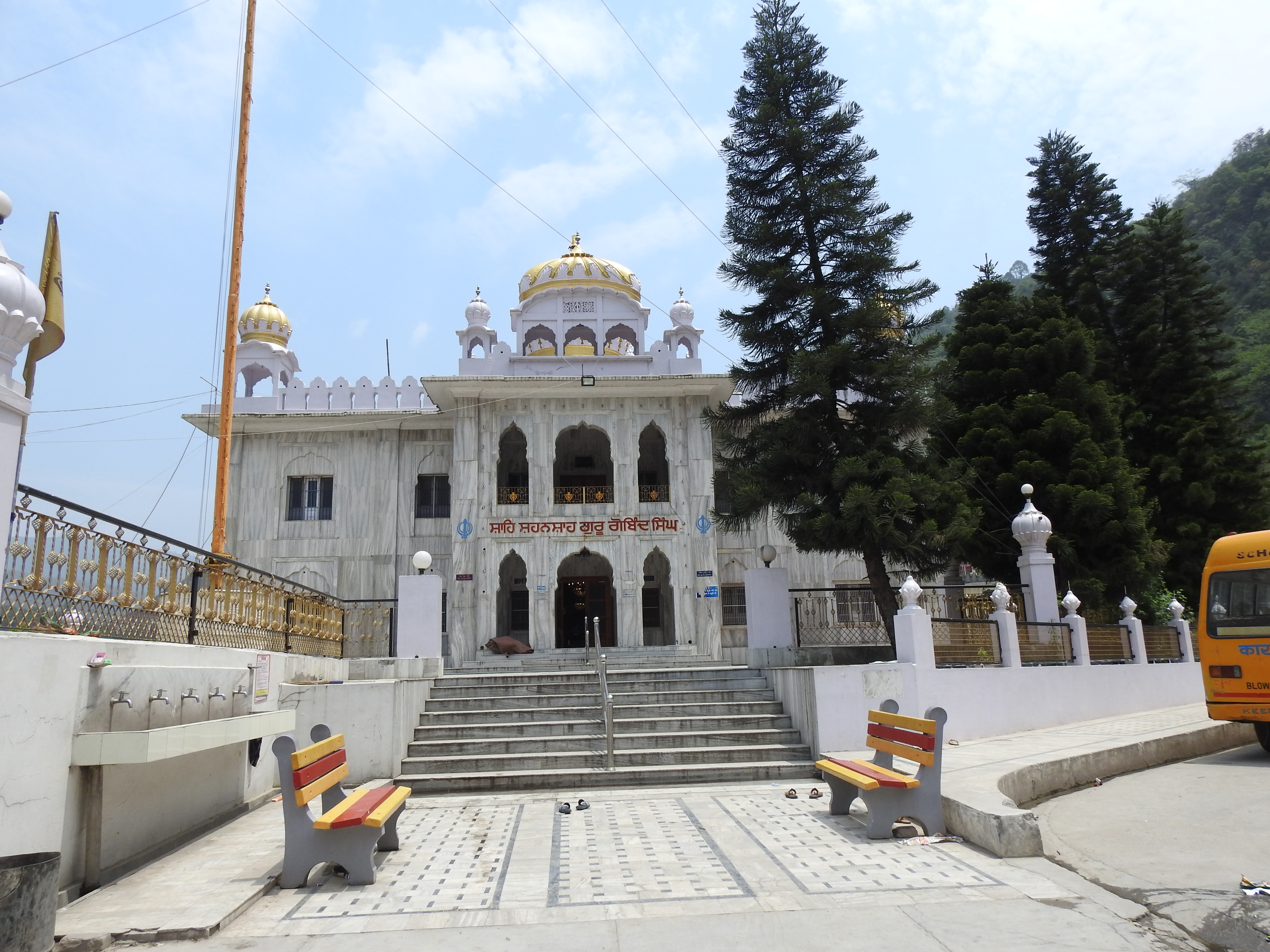
Gurudwara Palang Sahib
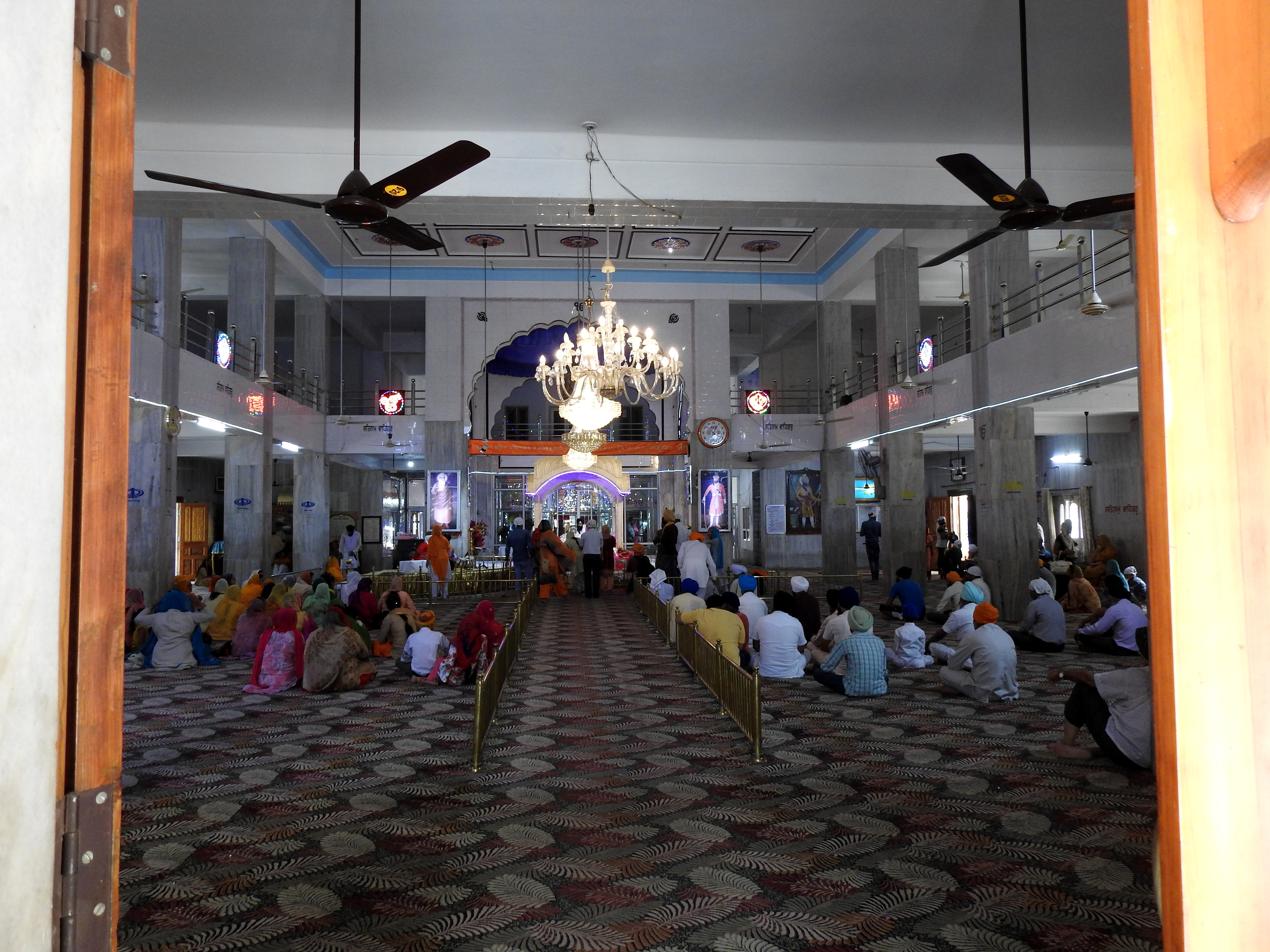
Gurudwara Palang -iner view
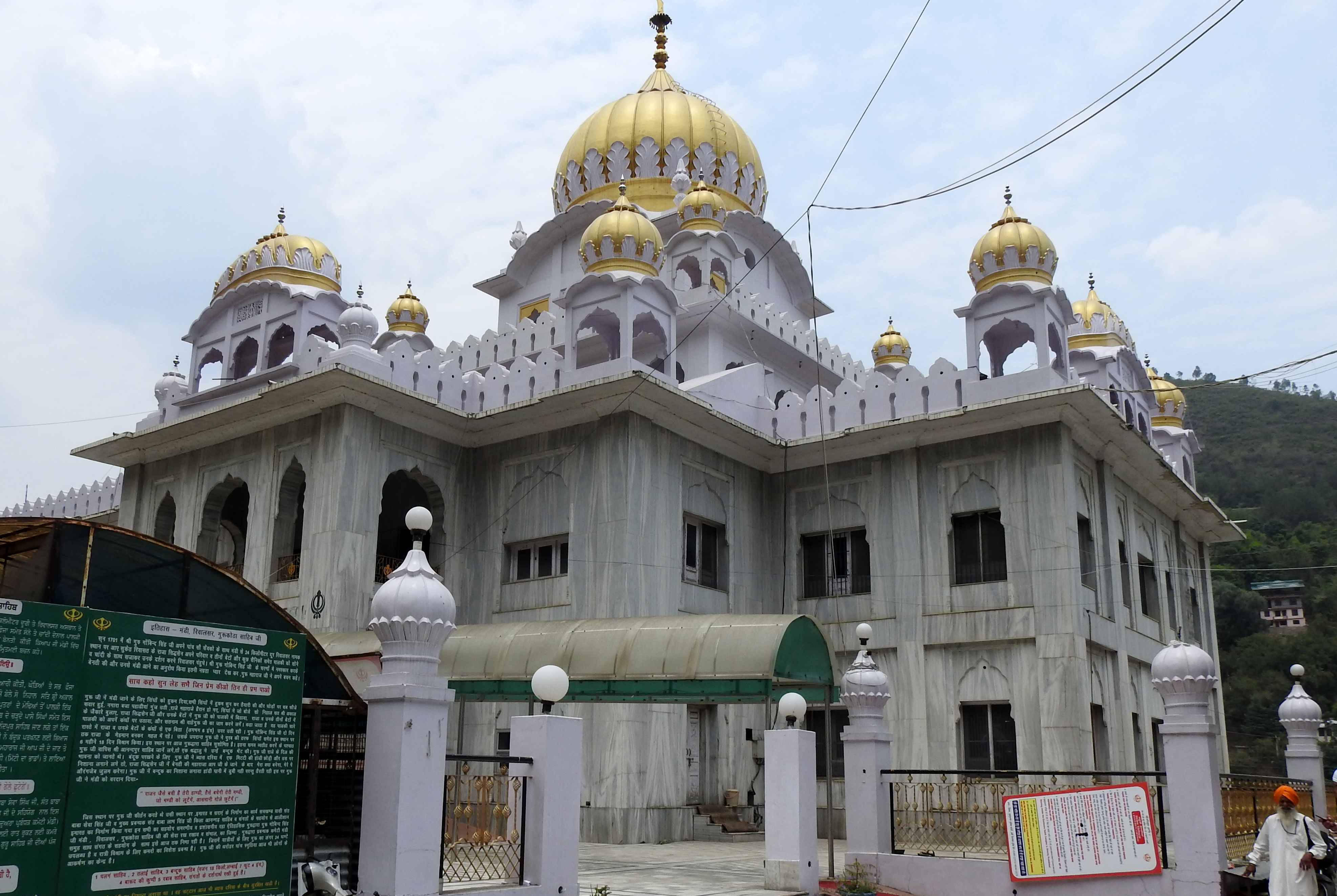
Gurudwara Palang Sahib-outer view
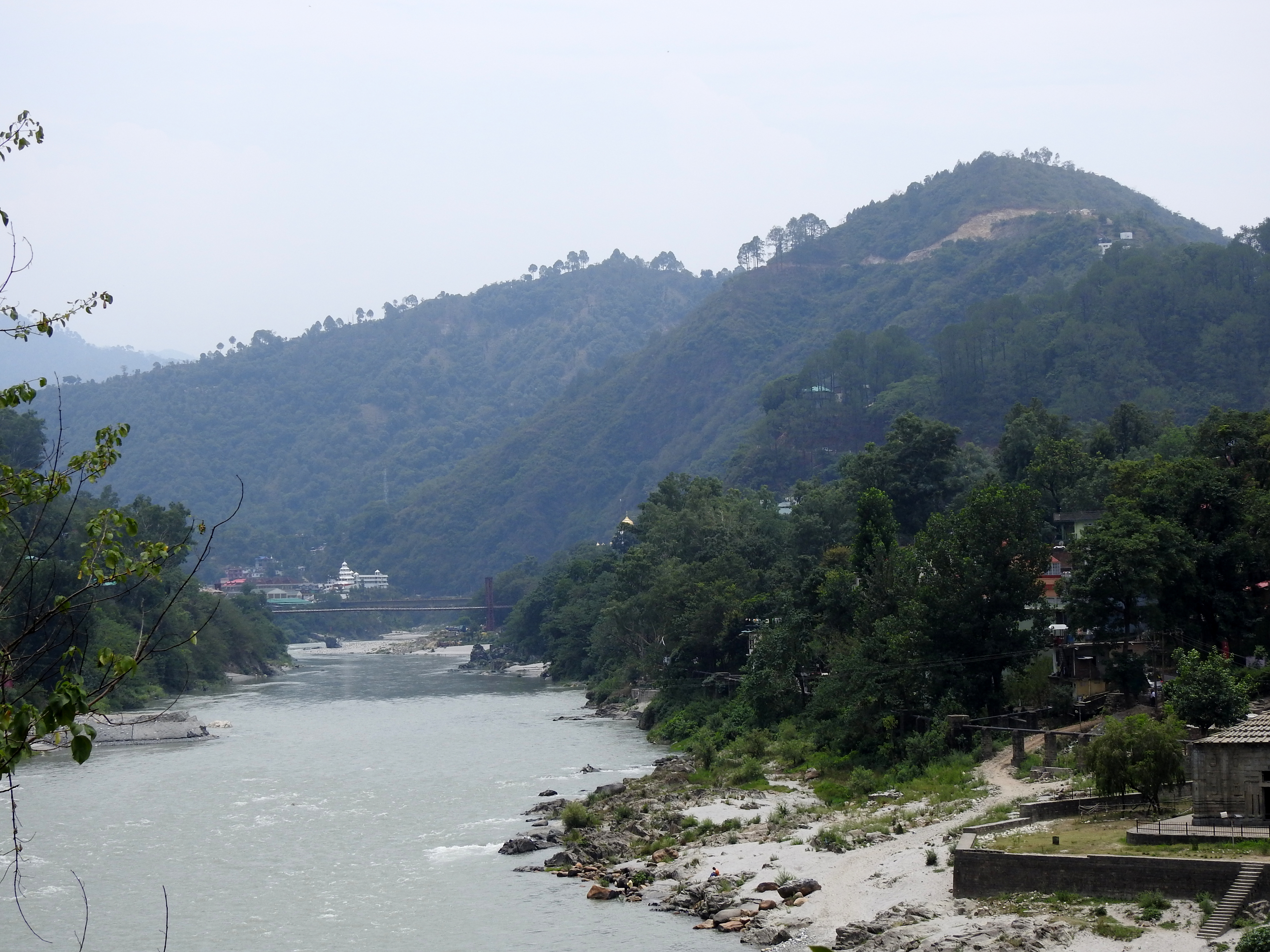
Bhimakali Temple -distant view
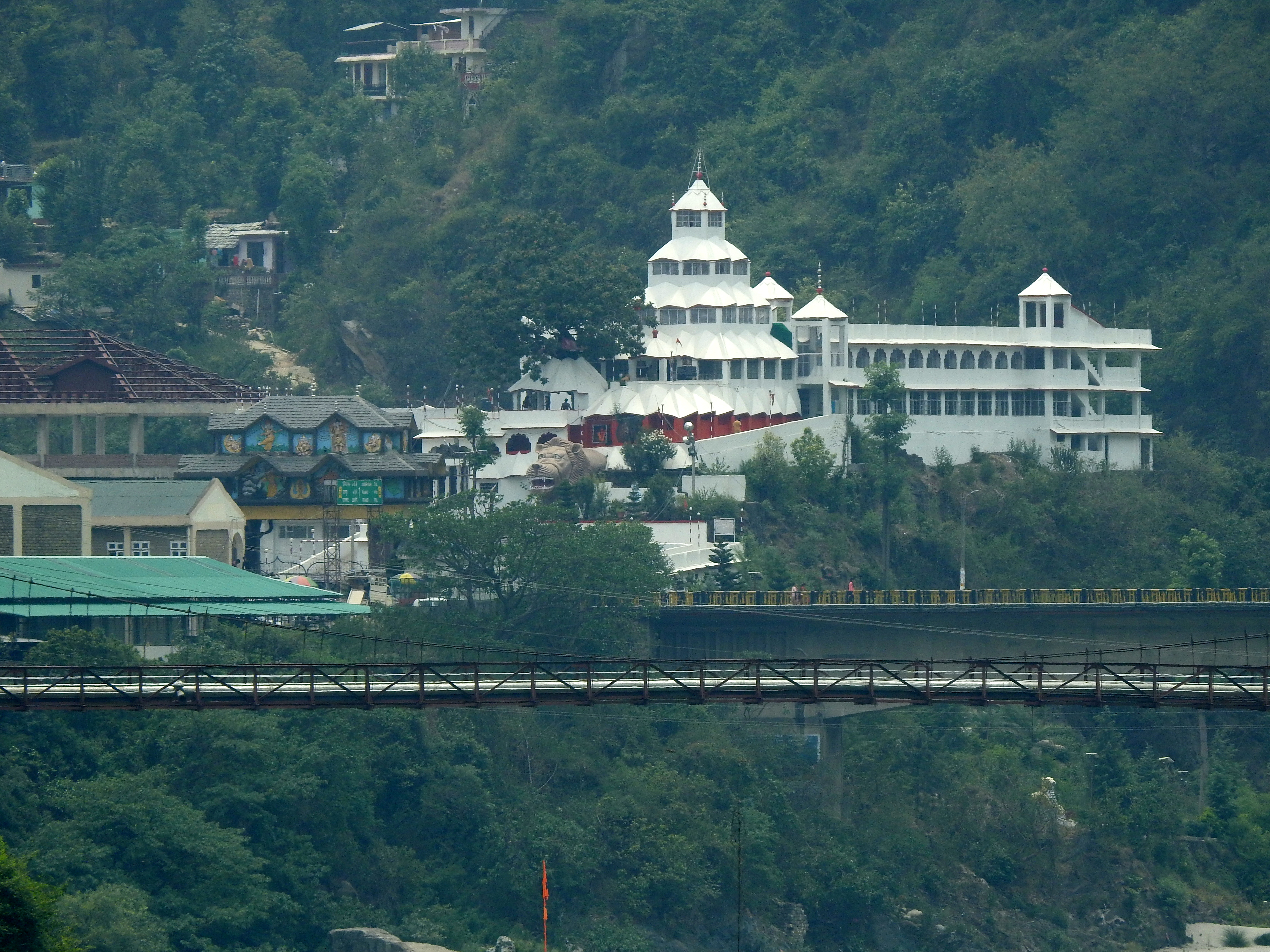
Bhimakali Temple-closer view